# 斯特里希夫齊
49°2′29″N 26°56′39″E / 49.04139°N 26.94417°E
斯特里希夫齊（烏克蘭語：Стріхівці）是位於烏克蘭西部的村莊，由赫梅利尼茨基州裡赫梅利尼茨基區的索洛布基夫齊市鎮負責管轄。該村始建於1300年，面積1.63平方公里，海拔高度324米，2001年人口744，人口密度每平方公里456.4人。